# El partit de la mort
El Partit de la Mort (ucraïnès: Матч смерті, rus: Матч смерти) és un nom donat en la historiografia de la postguerra al partit de futbol jugat a Kíiv al Reichskommissariat Ukraine (abreujat "RKU") sota l'ocupació de l'Alemanya nazi. L'equip de la ciutat de Kíiv, Start (en ciríl·lic: Старт), que representava la fàbrica de pa número 1 de la ciutat, va jugar diversos partits de futbol durant la Segona Guerra Mundial. L'equip estava format majoritàriament per antics futbolistes professionals del Dínamo Kíiv i el Lokomotyv Kíiv, tots ells es van veure obligats a treballar a la fàbrica sota l'autoritat d'ocupació nazi i els van obligar a produir pa per als soldats alemanys.
El 6 d'agost de 1942, el FC Start va jugar contra l'equip alemany Flakelf. Es calcula que hi va haver uns 2.000 espectadors, i cada espectador va pagar un total de cinc rubles per assistir-hi.

## Rerefons

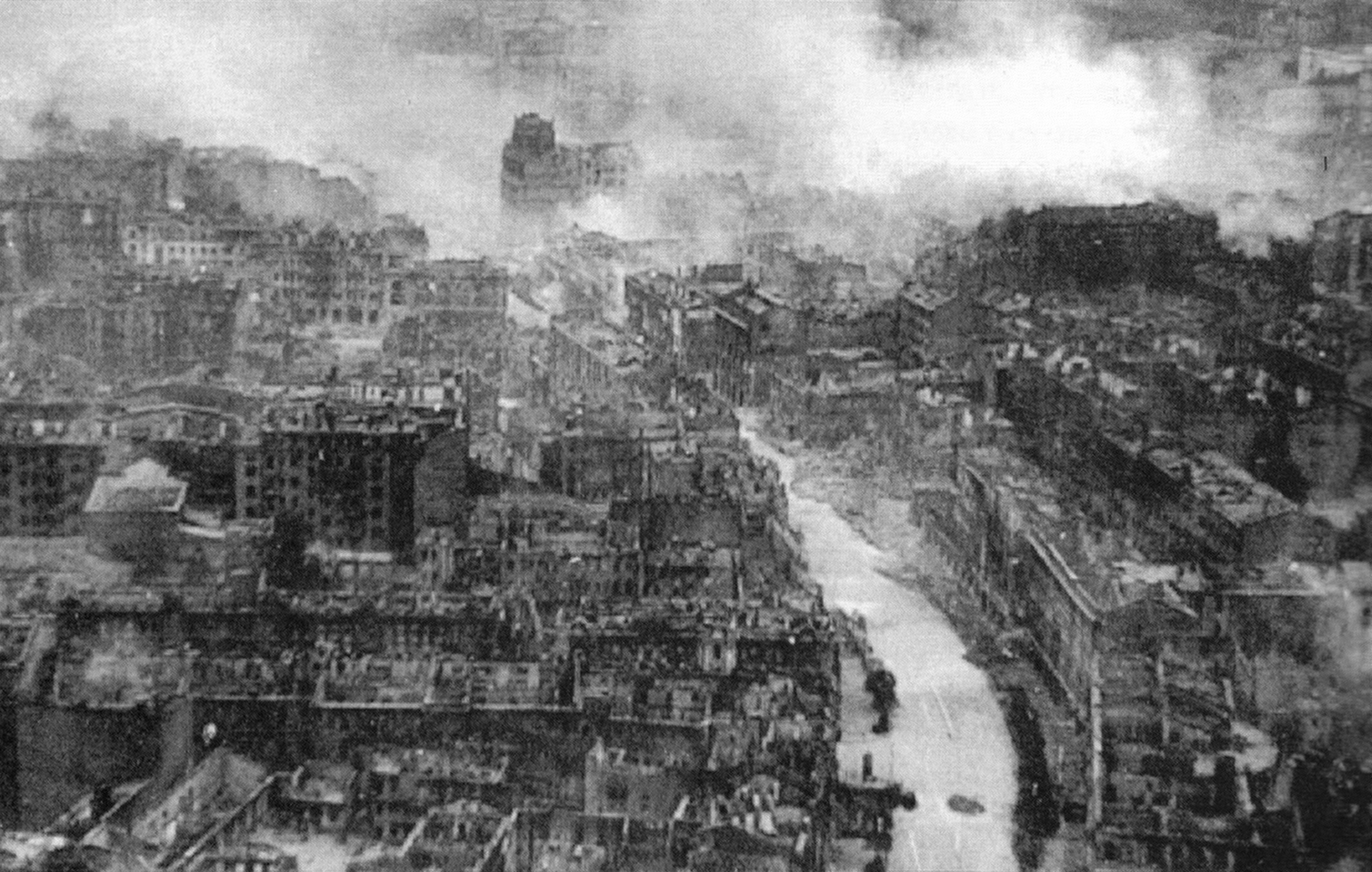
Bombardeigs de Jreixtxatik

Un nadiu de Kíiv, Georgiy Kuzmin, assenyala al seu llibre Fets i ficció del nostre futbol (Были и небыли нашего футбола) que els primers equips del Dinamo Kíiv incloïen una sèrie de membres habituals de la Txeka, entre els quals es trobava Kostiantyn Fomin. Se sap que Kostiantyn Fomin va participar en repressions contra esportistes de Khàrkiv d'origen polonès durant 1935–1936. Abans de la Segona Guerra Mundial, Fomin també va jugar a Lokomotyv.
Com que els jugadors no cobraven regularment, l'equip de futbol del Dinamo va tenir durant un temps una escassetat de jugadors (només vuit jugadors). El capità de l'equip, Konstantin Shchegotsky, fins i tot va intentar escapar a Dnipropetrovsk, on va jugar al FC Dinamo Dnipropetrovsk, però es va veure obligat a tornar. Durant l'Holodomor de 1932–33, la meitat de l'equip va escapar a Ivanovo, prop de Moscou. Dos dels jugadors del Dinamo, Pionkovsky i Sviridovsky, van ser arrestats per agents de la NKVD durant un intent de bescanviar diversos talls de roba per productes i, per tant, van haver de treballar "pel bé del país" durant dos anys en una colònia penal. Durant la Gran Purga de 1938, Piontkovsky i un dels creadors de l'equip del Dinamo, Barminsky, van ser detinguts, i finalment van ser afusellats el 1941. La temporada no es va completar mai, ja que Alemanya va envair la Unió Soviètica el 22 de juny de 1941. Diversos jugadors del Dinamo de Kíiv es van allistar i va marxar a lluitar. L'èxit inicial de la Wehrmacht li va permetre capturar la ciutat a l'Exèrcit Roig. Diversos dels jugadors del Dinamo Kíiv que havien sobreviscut a l'atac es van trobar en camps de presoners de guerra.
En prendre Kíiv, els alemanys van capturar més de 600.000 soldats soviètics. La ciutat estava sota un estricte règim d'ocupació; es va fer complir un toc de queda per als civils i es van tancar universitats i escoles. Els joves ucraïnesos majors de 15 anys i els adults menors de 60 anys estaven sotmesos a obligacions laborals. Milers d'habitants van ser deportats a Alemanya per a treballs forçats. Els alemanys controlaven la policia ucraïnesa, que participava en la caça de bolxevics i jueus.

## El mite

### Creació
A la tardor de 1943, després de la retirada de les tropes alemanyes de la ciutat de Kíiv i el restabliment de l'administració soviètica, l'escriptor Lev Kassil va ser el primer a informar sobre la mort dels jugadors del Dinamo assassinats pels alemanys. Però el seu reportatge al diari Izvéstia no esmentava el partit de futbol. L'expressió "Partit de la Mort" va aparèixer per primera vegada després de la guerra, al diari Stalinskoye plemya ("La tribu de Stalin") el 24 d'agost de 1946 (#164, pàgina 3) on es va publicar un guió cinematogràfic d'Aleksandr Borixtxagovski. El 1958, va publicar la seva novel·la "Núbols d'Alerta" (Trevozhnye oblaka) sobre el partit. També el 1958, Piotr Severov i Naum Khalemsky van publicar la seva novel·la "L'últim duel" (Posledni poyedinok).
Aquestes dues novel·les van ser la inspiració per a la pel·lícula en blanc i negre de Ievgeni Karelov Tercer Temps (Treti time). Segons la Gran Enciclopèdia Soviètica, uns 32 milions d'espectadors en total la van veure als cinemes soviètics. El "Partit de la Mort" també es va convertir en un tema molt popular de la premsa soviètica. Cap d'aquestes publicacions esmentava supervivents del partit.
Els jugadors del Start que van sobreviure a l'ocupació nazi no van aparèixer en públic. En els anys immediatament posteriors al final de la Segona Guerra Mundial, inicialment se'ls va sospitar que havien col·laborat amb els nazis, i van ser interrogats i després mantinguts sota vigilància per la policia secreta (NKVD) durant diversos anys.

### A l'era de Brèjhnev
Els informes sobre el "Partit de la Mort" van canviar a mitjans dels anys seixanta. Sota el govern de Leonid Brèjnev, la propaganda del Partit Comunista va emfatitzar l'heroisme de la població soviètica durant la Segona Guerra Mundial. Com a resultat, el "Partit de la Mort" va ser considerat com una part de la història de la guerra de Kíiv. Es va donar el nombre exacte de víctimes: quatre jugadors del Dinamo van ser assassinats pels alemanys: el porter Nikolai Trusevitx, d'ètnia russa, el defensa Olexi Klimenko i el davanter Ivan Kuzmenko, que junts havien jugat a l'equip vicecampió de 1936 com a així com el migcampista Mikola Korotkykh, que havia abandonat el Dinamo el 1939.
El 1965, el Soviet Suprem de l'URSS va atorgar pòstumament la Medalla al Valor a aquests quatre jugadors de Dinamo assassinats pels alemanys. Cinc jugadors supervivents van rebre la Medalla pel Servei de Combat: Volodymyr Balakin, Makar Honcharenko, Mikhailo Melnik, Vassyl Sukharev, Mikhailo Sviridovsky.
Malgrat un dossier de la KGB que expressava preocupació per la possible "glorificació" dels jugadors supervivents amb col·Laboradors coneguts entre ells, es van erigir dos monuments al seu honor a Kíiv el 1971. L'antic estadi Zenit, on el partit havia tingut lloc el 1942, va ser rebatejat com a FC Start Stadium.

## Relats històrics i anàlisi després de la dissolució de l'URSS
Després de la dissolució de la Unió Soviètica, els periodistes i historiadors del nou estat d'Ucraïna van poder fer una investigació històrica detallada sense estar controlats per la Glavlit, l'agència de censura soviètica.

### Testimonis oculars
El 50è aniversari del "Partit de la Mort" el 1992 va marcar l'inici dels informes de testimonis oculars als mitjans de comunicació ucraïnesos:
- Kyiv Radio va emetre una entrevista amb l'exjugador del Dinamo Makar Honcharenko[15] Honcharenko va negar la versió que els jugadors estaven amenaçats per un oficial de les SS: "Ningú de l'administració oficial ens va fer xantatge per renunciar al partit."[11]

- El reporter esportiu Georgi Kuzmin va publicar una sèrie d'articles titulats "La veritat sobre el Partit de la Mort". Segons ell, la creació de la llegenda "Partit de la Mort" va ser una contramesura de la propaganda soviètica al retret que els habitants de Kíiv "no van lluitar contra l'agressor".[16]
- L'escriptor Oleg Yasinsky va publicar el seu informe "Va tenir lloc el Partit de la mort?"[17][18] Sent jove, Yasinsky va estar entre els espectadors del partit i més tard va jugar a l'equip juvenil del Dinamo.
- Vladlen Putistin, fill del migcampista Mikhail Putistin, d'ètnia russa, que tenia vuit anys en el moment del partit, va ser un dels recullapilotes durant el partit. Més tard va entrevistar (extraoficialment) alguns dels jugadors.[12]

Tots aquests informes contradiuen aspectes de la versió soviètica: no hi havia oficials de les SS que fossin àrbitres o amenacessin l'equip del Start. L'equip alemany va fer un joc normal i va ser just, ni l'àrbitre va intentar manipular el partit. No hi havia soldats fortament armats amb gossos a l'estadi. Les samarretes vermelles que portaven els jugadors del Start no estaven pensades específicament com a símbol de l'esperit comunista; més aviat els alemanys les van donar als jugadors per a que les portessin. De fet, els alemanys van detenir nou dels jugadors del Start, però la primera detenció no va ser fins nou dies després del partit. Cinc, no quatre, van ser assassinats per les SS, tres d'ells sis mesos després del partit. Tots els testimonis oculars van negar la versió que els jugadors del Dinamo van ser assassinats específicament com a venjança per la derrota alemanya al partit.

### Recerca històrica
Els primers estudis històrics genuïns del "Partit de la Mort" van confirmar els informes dels testimonis oculars. L'extinent general de justícia Volodymyr Pristaiko, després d'haver estat vicecap del Servei de Seguretat d'Ucraïna SBU, va convocar la seva anàlisi dels documents que documenten la detenció i la mort dels jugadors del Dinamo: "Definitivament no hi havia context per al partit." En el seu llibre (2006), va publicar articles de l'NKVD sobre el FC Start de 1944 a 1948, així com documents de la KGB de l'era Bréjnev.
L'historiador Volodymyr Hynda va demostrar que les derrotes dels equips alemanys contra els clubs locals es produïen regularment. La premsa ucraïnesa, controlada pels alemanys, va publicar molts informes sobre aquests partits. Hynda va trobar informació sobre 150 partits i va documentar els resultats de 111 entre ells: els ucraïnesos van guanyar 60 partits i van perdre 36 partits, 15 van ser empats.

## Historial de l'inici del FC Start
Els articles publicats al diari Nove ukrainske Slovo ("Nova paraula ucraïnesa"), controlats pels alemanys, els informes dels testimonis i la documentació de l'NKVD permeten una reconstrucció de la història del FC Start.

### Organització de l'equip de la fleca
Sota l'ocupació alemanya, es van dissoldre totes les organitzacions i clubs soviètics. A finals de 1941, l'administració alemanya va permetre la creació de clubs esportius ucraïnesos. El gener de 1942, l'entrenador de futbol i reporter esportiu Georgi Dmitrievitx Xvetsov va fundar el club Rukh (Moviment). Va intentar involucrar als millors jugadors de Kíiv.
Però la majoria dels antics jugadors del Dinamo, entre ells el molt popular porter Trusevitx, no volien jugar a Rukh, probablement perquè van prendre Xvetsov per col·laborador. Trusevitx va trobar una feina a la Fleca número 1 que garantia als seus treballadors i a les seves famílies el subministrament normal d'aliments. Més antics jugadors del Dinamo van trobar feina a la fleca. El director alemany Joseph Kordik, enginyer de Moràvia, els va animar a formar un equip de futbol: el FC Start. Després de la Segona Guerra Mundial, Kordik va declarar a l'NKVD que en realitat era txec, no alemany.
Tres jugadors de l'antic club Lokomotiv Kíiv es van incorporar al nou equip. Quatre antics jugadors que estaven directament sotmesos a l'administració alemanya també van jugar a Start: tres policies ucraïnesos i un maquinista de la Reichsbahn dels ferrocarrils alemanys a Kíiv. Cap dels jugadors de l'Start havia jugat a l'equip del Dinamo els anys immediatament anteriors a la guerra, encara que alguns d'ells havien abandonat el club només un parell d'anys abans.

### Partits de juny i juliol de 1942
Es documenten set partits de sortida per al juny i juliol de 1942: contra els equips ucraïnesos Rukh i Sport, tres equips militars hongaresos, un equip d'artilleria alemanya i l'equip ferroviari alemany RSG. El FC Start va guanyar tots aquests partits, marcant 37 gols en total i encaixant només 8.

### Partit contra Flakelf el 6 d'agost de 1942
El 6 d'agost de 1942, l'FC Start va vèncer a Flakelf per 5–1. Els noms dels jugadors alemanys apareixen en lletres ciríl·liques al cartell: Harer, Danz, Schneider, Biskur, Scharf, Kaplan, Breuer, Arnold, Jannasch, Wunderlich, Hofmann

### Partit de venjança contra Flakelf el 9 d'agost de 1942
Amb 2000 espectadors presents, els equips es van tornar a trobar tres dies després, en el posterior anomenat "Partit de la Mort". El cartell informava que Flakelf tenia un equip "enfortit", però no va revelar cap nom. Però va nomenar 14 jugadors d'inici, entre ells Lev Gundarev, Georgi Timofeyev i Olexander Tkachenko, que eren policies ucraïnesos sota comandament alemany.
El marcador final va ser de 5–3 a favor de Start. Només es documenta la primera meitat del partit: els alemanys van obrir el marcador però Ivan Kuzmenko i Makar Honcharenko, amb dos gols, van marcar el 3-1 al descans. Després del partit, un alemany va fer una fotografia dels dos equips, mostrant un ambient aparentment relaxat. Uns dies després va oferir una còpia a l'exjugador del Lokomotiv Volodymyr Balakin. Aquesta fotografia no es va publicar mai durant l'època soviètica.
Després, els guanyadors van beure una copa de vodka fet a ells mateixos i es van reunir en una festa al vespre.

## Destí dels jugadors de Kíiv
En contradicció amb la versió soviètica, no tots els jugadors de Start van ser processats per la Gestapo. Després de la guerra les autoritats soviètiques van castigar alguns d'ells per col·laboració amb els alemanys.

### Detenció dels jugadors
El 16 d'agost de 1942, el FC Start va vèncer a Rukh per 8-0. Dos dies després, el 18 d'agost, la Gestapo va detenir a la fleca sis dels jugadors del Start i dos dies després van ser detinguts dos més.

### A la presó de la Gestapo
Segons els arxius, alguns dels jugadors del Start van dir durant l'interrogatori de la NKVD que havien estat denunciats a la Gestapo per l'entrenador de Rukh Georgi Shvetsov. Segons ells, havia estat molt enfadat després de la derrota de Rukh per 8-0. Per això, va informar a la Gestapo que els antics jugadors del Dinamo havien estat oficialment membres de la NKVD. La Gestapo els va arrestar com a agents potencials de la NKVD que podien organitzar actes de sabotatge a Kíiv.
Els historiadors ucraïnesos estan convençuts que aquesta versió va ser el motiu real de la detenció; també perquè els tres exjugadors del Lokomotive del FC Start no van ser processats per la Gestapo. La Gestapo no va arrestar ni a Georgi Timofeyev, per haver jugat al "Partit de la Mort", ni a Lev Gundarev, que figurava al cartell però no va participar en el partit. Tots dos van servir a la policia ucraïnesa. Els seus noms mai van ser esmentats a les publicacions soviètiques.

### Les dues primeres morts
Els arxius de Kíiv documenten els casos d'Olexander Tkachenko i Mikola Korotkykh com que tots dos no havien jugat al primer equip del Dinamo abans de la guerra. Tots dos casos no mostren cap context del "Partit de la Mort":
- Tkachenko, un dels tres policies del FC Start, havia colpejat un alemany a Kíiv i, per tant, va ser detingut per la Gestapo.[41] Segons l'informe de la seva mare, va intentar escapar de l'arrest de la Gestapo i va rebre un tret per un home de les SS. En aquest mateix moment, la seva mare va acudir a la comissaria on l'havien portat quan l'havien detingut per portar-li un àpat.[42] El seu cas no va ser esmentat a les publicacions soviètiques.
- Korotkykh havia deixat el Dinamo el 1939 i va jugar al club Rotfront.[11] El 1942, no treballava a la fleca sinó a la cuina d'un club d'oficials alemanys.[12] El seu nom figurava en una llista d'antics agents de la NKVD establerta per col·laboradors ucraïnesos. Quan va obtenir informació sobre aquesta llista, es va amagar. Segons alguns informes, la seva germana tenia por de la Gestapo i el va denunciar.[43] Durant l'interrogatori, la Gestapo va torturar Korotkykh fins a la mort. Segons alguns dels jugadors, els alemanys van trobar una targeta d'identitat de la NKVD a la seva roba,[12] però no hi ha cap prova d'aquesta versió als arxius de la NKVD, que només contenen documents sobre la seva pertinença al Partit Comunista i sobre el seu servei militar en una unitat de la NKVD de 1932 a 1934 a la ciutat russa d'Ivanovo.[34]

### Treballs forçats al camp de concentració de Syrets
Després de tres setmanes a la presó de la Gestapo, vuit dels antics jugadors del Dinamo van ser deportats al camp de concentració de Syrets, al costat de la vall de Babi Iar, als afores de Kíiv. Nikolai Trusevitx, Olexi Klimenko i Ivan Kuzmenko van haver de treballar en un grup de constructors de carrers. Pavlo Komarov, Mikhail Putistin i Fedor Tyutchev van treballar com a electricistes fora del campament. Makar Honcharenko i Mikhailo Sviridovsky van haver de reparar sabates per a la Wehrmacht. Els presoners que treballaven fora del camp no eren vigilats per les SS, sinó per policies ucraïnesos que van permetre que les seves famílies els portés menjar. Només passaven nits als campaments; Komorav va ser escollit per les SS com a Kapo.

### Execució de tres jugadors al camp de concentració
Aproximadament mig any després de la seva detenció, Trusevitx, Klimenko i Kuzmenko van ser executats entre un grup de presoners el 24 de febrer de 1943 al camp. Els supervivents van informar que els cossos van ser llençats a les fosses comunes de Babi Yar. Cap dels jugadors supervivents va descriure l'execució com a conseqüència del partit el 9 d'agost de 1942. Amb motiu del 50è aniversari del partit, Honcharenko va dir a la ràdio de Kíiv: "Van morir com molts altres soviètics. perquè els dos sistemes totalitaris estaven lluitant entre ells i estaven destinats a ser víctimes d'aquella massacre a gran escala."
Els informes donen diversos motius per a l'execució:
- Un conflicte sobre el gos del comandant del camp Paul Radomski: es deia que alguns presoners l'havien colpejat amb una pala a la cuina del camp. En aquesta situació un dels presoners havia atacat un soldat de les SS.[47][48]
- Càstig per la fugida d'alguns presoners.[8]
- Desobediència dels presos als quals se'ls va ordenar penjar altres presoners que intentaven fugir del camp.[49]
- Un acte de sabotatge de partisans en una instal·lació de reparació de tancs.[11][12]

### Després de la Segona Guerra Mundial
Després de rebre la informació sobre l'execució al campament, Honcharenko i Sviridovsky van abandonar les instal·lacions de reparació de sabates i es van amagar a l'apartament d'amics a Kíiv. A finals dels anys seixanta, Honcharenko es va convertir en una figura mediàtica i sovint explicava la versió oficial del Partit de la Mort, però després de la fi del règim soviètic va negar aquesta versió.
Putistin i Tyutchev van fugir del camp el setembre de 1943 quan els alemanys van abandonar Kíiv. Tyutchev va morir el 1959, abans que els jugadors de Dinamo supervivents es convertís en estrelles de la propaganda soviètica. Putistin no va rebre cap honor l'any 1966. Segons el seu fill, no va voler repetir la versió propagandística.
Komarov, abans de l'especialista en penals del Dinamo de la Segona Guerra Mundial, va marxar de Kíiv amb els alemanys. No se sap si va ser obligat a venir amb ells com a esclau de treballs forçats o va ser un col·laborador. El 1945, es va trobar a l'Alemanya Occidental ocupada i aviat va emigrar al Canadà. El seu nom mai va ser esmentat en cap publicació soviètica.
L'expolicia ucraïnès Timofeiev va ser condemnat a cinc anys al Gulag per col·laborar amb els alemanys. Gundarev, segons els documents de la NKVD, un "agent alemany", va ser condemnat a mort, però més tard el seu càstig es va canviar a deu anys al Gulag. No se li va permetre tornar a Kíiv; va haver de romandre a la part asiàtica de la Unió Soviètica. Es va convertir en el director de l'estadi de Karaganda a la República Soviètica del Kazakhstan. Tots dos casos no es van esmentar mai a les publicacions soviètiques.

### Investigació a Alemanya
Després de la publicació d'un informe en un diari alemany que repetia la versió soviètica, la fiscalia d' Hamburg va obrir un cas sobre el "Partit de la Mort" el juliol de 1974. Com que les autoritats soviètiques no van col·laborar en el cas, es va tancar el març de 1976. L'any 2002, les autoritats ucraïneses van informar Hamburg sobre la seva nova investigació, de manera que el cas va ser reobert, però finalment va ser tancat per la comissió d'investigació el febrer de 2005. La comissió no va poder trobar cap connexió. entre el joc i l'execució de les persones que hi van participar, ni cap responsable de les execucions encara viva. Radomski havia estat mort el 14 de març de 1945.

## A la cultura popular
El Partit de la Mort ha inspirat nombroses pel·lícules, llibres i articles.

### Two Half Times in Hell (1962)
Two Half Times in Hell va ser una pel·lícula de guerra hongaresa de 1962en què els alemanys jugaven contra els treballadors de la guerra hongaresos.

### The Longest Yard (1974)
The Longest Yard és una pel·lícula de comèdia esportiva nord-americana de 1974 dirigida per Robert Aldrich, escrita per Tracy Keenan Wynn i basada en una història del productor Albert S. Ruddy. La pel·lícula segueix un antic jugador de la NFL (Burt Reynolds) reclutant el grup de presoners i jugant a futbol americà contra els seus guàrdies. La pel·lícula s'ha refet tres vegades, inclosa per a la pel·lícula britànica de 2001 Mean Machine, protagonitzada per Vinnie Jones, el remake de la pel·lícula de 2005, The Longest Yard protagonitzada per Adam Sandler, i com la pel·lícula egípcia de 2015  Captain Masr.

### Escape to Victory (1981)
El 1981, Michael Caine i Sylvester Stallone van protagonitzar la pel·lícula Escape to Victory, dirigida per John Huston, que explicava la història d'un grup de presoners de guerra aliats que són desafiats a un partit contra els guàrdies de la presó. Tot i que els presoners de guerra de la pel·lícula no són ucraïnesos, sinó predominantment occidentals, els paral·lelismes de la història són clars: se'ls amenaça de mort si guanyen, el terreny de joc està envoltat de guàrdies nazis i gossos d'atac, l'àrbitre ignora les faltes brutals comeses pels alemanys, però l'equip de presoners aliats ignora l'amenaça i empata el partit, amb el risc de perdre la vida. (La pel·lícula d'Huston té un deus ex machina final que entra en conflicte amb la història original soviètica quan els espectadors assalten el camp al final del partit i els presoners de guerra s'escapen en la confusió resultant, però com que no es va produir cap esdeveniment semblant a aquest en realitat a Occident durant la Segona Guerra Mundial, en general se suposa que això La pel·lícula es va inspirar en la versió llegendària/propaganda del Partit de la Mort.)

### Dinamo: Defending the Honor of Kyiv(2001)
Als mitjans angloamericans, la publicació d'un llibre 00Dinamo: Defending the Honor of Kyiv del periodista escocès Andy Douga va inspirar molts articles. Dougan s'especialitza en publicacions sobre Hollywood i ha escrit llibres sobre George Clooney, Robert De Niro o Robin Williams. A la portada del seu llibre Dinamo, exposa la seva tesi: "Si mai el futbol va ser una qüestió de vida o mort, llavors va ser aquí".
Sense donar cap font concreta, la docuficció de Dougan, que va inventar diàlegs, repeteix la versió soviètica d'un oficial de les SS que amenaçava els jugadors de l'inici (pàg. 178). Segons ell, els jugadors van ser detinguts per les seves victòries contra Flakelf. Descriu molts detalls que els historiadors ucraïnesos van revelar com a falsos abans de la publicació del seu llibre: per exemple, els samarrets vermells com a símbol de l'esperit comunista dels jugadors (pàg. 137), l'oficial de les SS exigint la salutació nazi als jugadors de l'inici (pàg. 164).), els soldats alemanys armats que envoltaven el pati amb pastors alemanys (pàg. 177-178), Trusevitx lloant el règim soviètic abans de la seva execució (pàg. 210).

### The Dead Match: Dinamo Kyiv vs. the Nazis(2008)
El 2008, Willie Gannon, un escriptor sènior de Bleacher Report, va escriure un article sobre el "Partit de la Mort" del Dinamo que comença amb el següent "Aquesta és una història real que em va explicar el meu pare..." El Sr. Gannon afirma que els alemanys va entrar a Kíiv "amb poca o cap resistència" i el major general Ebenhardt es va afanyar a organitzar un partit entre un equip alemany i cap altre que el Dinamo Kyiv. En l'article, l'escriptor també descriu que l'equip de Kíiv sempre va ser amenaçat d'execució, però va jugar i guanyar tots els partits, inclòs el partit contra l'equip "alemany" Rukh. Després de vèncer a Rukh per 8 a 0, tots els jugadors van ser executats o enviats al camp de concentració, de manera que ningú va sobreviure.

### Match(2012)
La pel·lícula Match (2012) del director rus Andrey Malyukov, també ignora els informes de testimonis i estudiosos ucraïnesos i repeteix la versió de propaganda soviètica. A la pel·lícula, els comunistes russos lluiten contra els ocupants alemanys. Tots els col·laboradors parlen ucraïnès. Malyukov es va fer popular com a director d'una sèrie de televisió nacionalista-patriòtica sobre les tropes russes al Caucas i a l'Afganistan Les autoritats ucraïneses van bloquejar l'estrena de la pel·lícula durant diversos mesos perquè segons elles, la pel·lícula ofereix una imatge equivocada de la història.